# Кандауров, Иван Зотьевич
Иван Зотьевич Кандауров (1912—16 февраля 1991) — ветеран Великой Отечественной войны, участник обороны Москвы и взятия Кёнигсберга. Кавалер ордена Ленина (1941) и орденов Кутузова 2-й степени за Восточнопрусский прорыв Первого танкового корпуса к Кенигсбергу от Немана за 10 дней и 3-й степени за взятие самого города - крепости Кёнигсберг. Подполковник внутренней службы. Первый начальник Управления милиции по городу Кенигсбергу — Калининграду.

## Биография
Иван Кандауров родился в 1912 году в селе Карасёво Карасёвского района Алтайского края.
Срочную службу проходил в 1934—1936 годах в дислоцированном в Хабаровске артдивизионе.
В 1938 году окончил полугодичную Томскую школу милиции НКВД СССР. На службе в органах внутренних дел в 1938—1939 гг. (участковый уполномоченный) и в мае 1946—1961 гг.
В 1939 году был вновь призван на военную службу — в 133-ю Сибирскую стрелковую дивизию (будущая 18-я Гвардейская Инстербургская дивизия).
Великая Отечественная война
Летом 1941 года вместе с дивизией Кандауров прибыл на фронт и с июля в составе 24-й армии Фронта резервных армий удерживал рубеж в районе г. Дорогобуж. Потом воевал под Андреаполем. В середине октября 1941 года командованием оперативной группы Ватутина (будущий Калининский фронт), дивизии была дана команда перерезать тылы «группы Хайдебрандта», прорывавшейся к Торжку и Вышнему Волочку по Ленинградскому шоссе, в тыл Юго-Западному фронту.
Из книг редактора дивизионной газеты 133-й СД Григория Самойловича Каца «На правом фланге обороны Москвы» и «1941-й. Далекое — Близкое…»:
«18 октября 1941 года 133-я Сибирская стрелковая дивизия сбила немецкие заслоны, и освободив деревни Старо и Ново-Каликино, замкнула кольцо вокруг частей 1 танковой дивизии вермахта и 900 моторизованной бригады, перерезав все пути отхода. Особенно дерзко воевал младший лейтенант Иван Кандауров. Одним разведвзводом он сумел закрыть подход немецкого подкрепления из Калинина, к окруженной под Медным немецкой мех.группе. Он сумел отбить у немцев пушку, забросав гранатами расчет. А затем из этой же пушки с удобной позиции открыл огонь по шоссе, заблокировав его подбитой техникой. Отбил все атаки и только после третьего ранения был отправлен в медсанбат».
Из наградного листа о представления тов. Кандаурова к званию Героя Советского Союза:
«18 октября 1941 года. Выполняя поставленную задачу командования — уничтожить противника в деревнях Старо и Ново-Каликино / ныне поселок Заволжский на въезде в Тверь /, к западу от города Калинина на Ленинградском шоссе, с целью отрезать Медновскую группировку, не допуская подхода немецких резервов из города Калинин и отхода врага из села Медное и удержать Ленинградское шоссе, тов. Кандауров со своим разведвзводом уничтожил до роты пехоты противника 2 батальона 118 полка 900 моторизованной дивизии, оборонявшего Ленинградское шоссе, захватил у него 3 пушки и снаряды к ним. В это время из Калинина противник стал подбрасывать пехоту на автомашинах и бронетранспортерах. Тов. Кандауров приказал замкомвзвода тов. Лысняк выполнять дальнейшую задачу, по захвату восточной окраины деревни Ново — Каликино, сам же остался с ОДНИМ красноармейцем.
Приказав красноармейцу расстреливать из ППД пехоту противника, разгружавшую автомашину с минами, тов. Кандауров развернул пушку и их же снарядами начал уничтожать подходившие автомашины с солдатами противника. Уничтожив 12 автомашин, сам был ранен в голову, но продолжал вести бой. Из убегавших автомашин противника, подбил 2 сан. машины, одну автокухню, одну штабную легковую машину : захватил документы штаба 118 полка и ПОЛКОВОЕ ЗНАМЯ.
Командир 418 полка подпись полковник Мультан
Военный (батальонный) Комиссар Гордеев
2 ноября 1941 года»
В декабре 1941 года за умелое выполнение боевой задачи, за проявленное в этих боях мужество и героизм орденом Ленина награждён командир разведвзвода 418-го полка младший лейтенант И. З. Кандауров.
23 сентября 1943 года награждён орденом Красного Знамени.
В мае 1944 года приказом ВС 4-й ударной армии № 216 начальник разведотдела штаба 83-го стрелкового корпуса подполковник Кандауров награждён вторым орденом Красного Знамени за успешное командование 5-й стрелковой ротой 1197-го стрелкового полка 360-й стрелковой дивизии в период немецкого контрнаступления на позиции полка, в результате чего было захвачено много трофеев.
Из наградного на орден «Красного Знамени»:
«1 мая 1944 года, начальник разведотдела подполковник Иван Кандауров, будучи в 1197 стр полку 360 СД, 83 СК по выполнению задания командира корпуса, Полк привел в боевой порядок.
В 6:00 1 мая противник на участке силой до полка при 8 танках перешел в наступление и потеснил 1197-й стрелковый полк. Кандауров по собственной инициативе организовал и лично повел в контратаку, противника выбил и заняли прежнее положение, захватив 13 пулеметов, 2 радиостанции, 20 винтовок, 12 автоматов, в плен взят один солдат, который дал ценные сведения. Противник на поле боя оставил убитыми свыше 35 солдат и офицеров, артиллеристами по команде Кандаурова было подбито 2 танка.
В 8:30 1 мая противник силой до батальона при поддержке 2 самоходных орудий перешел в контратаку. Кандауров по своей инициативе отстранил командира 5 стр роты 1197 сп, организовал бой, который продолжался 2 часа, и контратака была отбита с большими потерями противника. Захвачено 1 рация, 6 пулеметов, много винтовок и автоматов.
Удостоен Правительственной награды — ордена Красное Знамя.
Начальник Штаба 83 стрелкового корпуса
Гвардии полковник
„2“ мая 1944 года / ПАЩЕНКО /»
Весной — летом 1944 года, по заданию штаба 3-го Белорусского фронта готовил разведгруппы, для заброски в Восточную Пруссию. Обучал разведчиц — радисток боевому самбо и стрельбе.
В ноябре 1944 года начальник разведотдела штаба 1-го Инстербургского Краснознаменного танкового корпуса подполковник Кандауров был награждён орденом Отечественной войны 1-й степени за умелое руководство разведкой корпуса в период обороны городов Шауляй и Добеле.
Из наградного на орден «Отечественной войны 1 степени»:
«В период обороны городов Добеле и Шауляй. разведорганы 1-го танкового корпуса работали под руководством товарища Кандаурова, активно ведя разведку на флангах перед фронтом, быстро обеспечивая успешные боевые действия корпуса. Сам тов. Кандауров неоднократно выезжал в передовые разведорганы, для руководства из боевой деятельностью. В разведке показал себя смелым и решительным офицером. Разведывательные органы корпуса под руководством тов. Кандаурова И. З., в процессе боев непрерывно добывали ценные разведывательные сведения, что давало возможность своевременные применять меры к отражению атак врага. За умелое и мужественное руководство разведывательными органами корпуса и личное мужество, подполковник Кандауров И.З достоин награждения орденом „Отечественной войны 1 степени“.
Начштаба 1-го Краснознаменного танкового корпуса
Гвардии полковник Н. Косогорский / 4 сентября 1944 года /»
В 1945 году подполковник Кандауров награждён орденами Кутузова 2-й и 3-й степени за активное руководство разведкой корпуса и добычу ценных данных, в период Восточно — Прусского прорыва с 18 по 29 января 1945 года и при штурме города — крепости Кенигсберг в период с 6 по 9 апреля 1945 года.
После войны
13 мая 1946 года подполковник И. З. Кандауров приказом Уполномоченного МВД-МГБ СССР по Восточной Пруссии был назначен начальником Управления милиции по г. Кенигсбергу — Калининграду. Впоследствии — заместитель начальника хозяйственного отдела УМВД по Калининградской области и заместитель начальника тюрьмы № 1 Отдела мест заключения УМВД по Калининградской области.
С 1961 года — пенсионер органов внутренних дел. Долгие годы трудился на руководящих должностях в подразделениях военизированной охраны ряда калининградских заводов.
Скончался 16 февраля 1991 года. Похоронен в Калининграде.

## Награды
Кавалер ордена Ленина (1941), двух орденов Красного Знамени (1943, 1944), двух орденов Отечественной войны 1-й степени (1944, 1985), двух орденов Кутузова 2-й и 3-й степени (1945), Красной Звезды (после 1945-до 1948 года), медали «За оборону Москвы», «За взятие Кёнигсберга».

## Воспоминания современников
Из воспоминаний командира батальона 418-го полка А. Чайковского:

Овладев Ново-Каликином, мы заняли круговую оборону. Только успели окопаться, как со стороны Калинина на шоссе появилась большая колонна бронетранспортеров с автоматчиками. И трудно сказать, как бы все обернулось, не окажись у неё на пути взвод Кандаурова…" В тот день, 18 октября, разведвзвод первым вышел к Ленинградскому шоссе у юго-восточной окраины Ново-Каликина. Командовал взводом Иван Кандауров — человек смелый, отчаянный, мастак на всякие выдумки и хитрые уловки. Дождавшись момента, когда шоссе опустело, комвзвода скрытно расположился с бойцами по обе стороны дороги, протянув через неё телефонный провод.
Со стороны Калинина показалась колонна машин с солдатами. Впереди, в мотоцикле с коляской, катил, судя по всему, офицер. Ехали немцы весело, с губной гармонью. ; Трудно сказать, что чувствовал в эти минуты Кандауров. Нервы были напряжены. Мозг сверлила одна мысль: только бы не зевнуть. Промедлишь секунду, потеряешь взвод... Предупредил: без команды огонь не открывать.
...Резко натянутый провод сбросил седоков с мотоцикла. Завизжали тормоза, и тут же по колонне с двух сторон хлестанули пулеметы, полетели гранаты. Немцы, крича, посыпались с машин, разбегаясь по кюветам. Завязался бой.
Разобравшись в обстановке, немцы стали подбрасывать к Ново-Каликину подкрепление — танки и бронемашины с пехотой. На помощь Кандаурову подоспела батарея 249-го противотанкового дивизиона.
Немцы выкатили легкое орудие и стали бить прямой наводкой.
Мысль у Кандаурова созрела мгновенно: захватить пушку. Иначе от взвода ничего не останется. «Второе отделение — за мной!» — скомандовал он.
Им удалось скрытно подобраться к орудию. В короткой схватке расчет был перебит. Кандауров не был артиллеристом, но полковая школа дала ему навыки владения и этим оружием.
— Ребята! — крикнул он. — Снаряды, живо!
Снаряды были то что надо — шрапнель. Кандауров развернул орудие: «Ну, держись, гады!» Опомнившись, немцы сосредоточили по орудию бешеный огонь. Кандауров оказался в самом пекле боя.
На фронте сплошь и рядом жизнь или смерть. В пылу боя Кандауров не сразу понял, что ранен. Обожгло ногу, почувствовал слабость. Но было не до этого. Пушка продолжала бить.
Люди выходили из строя. Порой ему приходилось самому и подносить снаряды, и заряжать, и стрелять.
Вот уже послан в ствол последний снаряд. Последний выстрел.
Умолкло орудие. Фашисты, видимо, решили: всё, в живых никого. И бросились к пушке в открытую.
— Гранаты! — крикнул комвзвода. Ему подтащили ящик немецких гранат.
— Нате! — выкрикнул Кандауров и швырнул первую. За нею полетели другие. Немцы отпрянули.
Второе ранение оказалось более опасным: нестерпимая боль резанула вдоль живота. Кандауров ткнулся головой в землю.
Потом боль как будто отпустила. Он поднял голову и понял: дело плохо. Перебегая, немцы сжимали кольцо. У него хватило сил доползти к пулемету и нажать гашетку. Рядом рванула граната, и он потерял сознание.
Швырнувший гранату немец бросился к Кандаурову. Но старший сержант Зидер заслонил командира, штык сработал быстрее автомата.

К вечеру бой стал стихать. Противника отогнали к Горбатому мосту, к Калинину
Из воспоминаний Буткова:

 В 12 часов 16 января командир 1-го танкового корпуса был срочно вызван на КП 5-й армии, где находился командующий фронтом. У стола в землянке сидел удрученный командарм-5 генерал-полковник Н. И. Крылов. Этот опытный полководец, будущий Маршал Советского Союза, был в эту минуту почти в отчаянии. Молодой командующий фронтом генерал армии И. Д. Черняховский мерил землянку шагами из угла в угол.
Чувствовалось крайняя напряженность обстановки. Причины были вескими. Наши войска были остановлены сильным и хорошо организованным огнем противника. В то же время из-за нелетной погоды и густого тумана, принесенного ветром с Балтийского моря, прекратилась поддержка авиации и ослабла поддержка артиллерии. Особенно сложным было положение 5-й армии, которая уперлась в сильный противотанковый рубеж на участке шириной 10-12 км, усиленный бригадой 88-мм противотанковых орудий. Под губительный огонь этой бригады попал и 2-й гвардейский Тацинский танковый корпус генерал-лейтенанта А. С. Бурдейного и понес большие потери. Нависла угроза срыва всей операции.
Ответив на приветствие вошедшего в землянку командира 1-го танкового корпуса, Иван Данилович Черняховский подвел его к карте и сказал:
— Товарищ Бутков! В связи с создавшейся обстановкой я решил изменить первоначальный план и ввести ваш корпус в сражение сейчас через боевые порядки 2-го Тацинского корпуса.
Попросив разрешения высказать свои соображения и получив разрешение, генерал В. В. Бутков твердо заявил: — Товарищ командующий! По данным корпусной разведки/ подполковника Кандаурова / , противник начал отвод правого крыла тильзитско-инстербургской группировки своих войск против левого крыла 39-й армии. Поэтому я считал бы, что 1-му танковому корпусу нецелесообразно наносить удар через боевые порядки 2-го гвардейского танкового корпуса в западном направлении в лоб организованной противотанковой обороне. Вместо этого предлагаю с рубежа Шварбаллен — Мешкуппен — Дауден нанести удар в северо-западном направлении к шоссе Раутенберг — Жиллен до выхода в район Ленгветтен. Отсюда можно будет ударить в тыл инстербургской группировке в обход Гумбинненского укрепленного района.

Генералу Черняховскому, который недавно сам был танкистом, эта идея понравилась. Но вопрос, видимо, требовал согласования и увязки с действиями остальных сил фронта. Поэтому, ещё раз внимательно проследив по карте предлагаемый манёвр, он сказал: — Хорошо, товарищ Бутков! Ваш план я одобряю. Возвращайтесь в корпус, дайте предварительное распоряжение о подготовке к маршу, продумайте построение боевого порядка корпуса и ждите моего приказа.— 